# Плате
Плате (њем. Plate) општина је у њемачкој савезној држави Мекленбург-Западна Померанија. Једно је од 76 општинских средишта округа Пархим. Према процјени из 2010. у општини је живјело 3.471 становника. Посједује регионалну шифру (AGS) 13060060.

## Географски и демографски подаци
Плате се налази у савезној држави Мекленбург-Западна Померанија у округу Пархим. Општина се налази на надморској висини од 38 метара. Површина општине износи 22,0 km². У самом мјесту је, према процјени из 2010. године, живјело 3.471 становника. Просјечна густина становништва износи 157 становника/km².